# 39/Smooth
39/Smooth este albumul de studio de debut al trupei americane de rock Green Day, lansat pe 13 aprilie 1990 de Lookout Records.  A fost singurul album al trupei care l-a prezentat pe bateristul John Kiffmeyer. Jesse Michaels de la Operation Ivy a contribuit cu opera de artă de pe album. Mâneca interioară prezintă versuri scrise de mână de Billie Joe Armstrong și scrisori ale toboșarului John Kiffmeyer și proprietarului Lookout, Larry Livermore, către I.R.S. Records, respingând o ofertă falsă de a semna cu casa de discuri și declarându-și loialitatea față de Lookout (cu toate acestea, trupa avea să părăsească ulterior casa de discuri și să se mute la casa de discuri majoră Reprise Records). Nu au fost lansate single-uri oficiale de pe album, deși „Going to Pasalacqua” a fost lansat ca single-model într-un set de single-uri Green Day intitulat Green Day: Ultimate Collectors.